# Edmund Casimir Szoka
Edmund Casimir Szoka (Grand Rapids, Michigan, 14 de setembro de 1927 — 20 de agosto de 2014) foi um cardeal americano e presidente emérito do governatorato do Estado da Cidade do Vaticano.

## Biografia
Nasceu em Grand Rapids, Michigan, EUA, filho de Mary Wolgat e Casimir Szoka, ambos imigrantes, ela da Polônia, e ele da Bielorrússia.
Fez os estudos primários na Escola St. Michael em Muskegon, Michigan. Ingressou no Seminário São José em Grand Rapids e depois no Seminário São João em Plymouth, sempre no Michigan. Foi ordenado presbítero na Catedral de São Pedro em Marquette pelo bispo diocesano Monsenhor Thomas Lawrence Noa, em 5 de junho de 1954, e serviu como presbítero assistente na Paróquia São Francisco em Manistique, Michigan.
Em 1955, tornou-se secretário do bispo Noa de Marquette. Durante o período de 1955 e 1962, também serviu como capelão do Hospital St. Mary's, em Saginaw. Em 1956, foi capelão da Base Aérea de K. I. Sawyer.
De 1957 a 1959, frequentou a Faculdade de Direito Canônico da Pontifícia Universidade Urbaniana em Roma. De volta aos Estados Unidos, de 1960 a 1971, serviu no tribunal matrimonial da Diocese de Marquette, enquanto que concomitantemente serviu como assistente do chanceler (1962-1969), pároco da Paróquia São Pio X em Ispheming (1962-1963), pároco da Paróquia São Cristóvão (1963-1971) e chanceler da Diocese de Marquette. Ele também acompanhou Monsenhor Noa à primeira sessão do Concílio Ecumênico do Vaticano II.
Em 11 de junho de 1971, foi eleito bispo de Gaylord, no Michigan, sufragânea da Arquidiocese de Detroit. Recebeu a sagração episcopal em 20 de julho seguinte, na Catedral de Gaylord, por imposição das mãos do cardeal Mons. John Francis Dearden, arcebispo de Detroit, tendo os bispos Charles Alexander Salatka, sucessor de Mons. Noa em Marquette, e Joseph Crescent McKinney, bispo-auxiliar de Grand Rapids, como co-consagrantes. Um ano depois, os bispos da quarta região da Conferência dos Bispos Católicos dos Estados Unidos elegeram-no presidente para o período de 1972-1977. Na mesma época, ele foi ecônomo e secretário da Conferência Episcopal do Michigan.
Em 21 de março de 1981, foi nomeado arcebispo de Detroit, em sucessão ao cardeal Dearden, e tomou posse em 17 de maio. Desde 1981, também serviu como presidente do conselho administrativo do Seminário Provincial de São João, em Plymouth, e do Seminário Santos Cirilo e Metódio próximo a Orchard Lake. Também foi presidente da mesa de diretores da Conferência Episcopal do Michigan, membro do comitê executivo da Universidade Católica e presidente do comitê para relações universitárias. Administrador do Santuário Nacional da Imaculada Conceição, ecônomo da USCCB, além de participar de várias outras comissões dentro da conferência episcopal para valores humanos, bispos, dioceses, províncias e assuntos econômicos.
Foi criado e proclamado cardeal pelo Papa João Paulo II, no consistório de 28 de junho de 1988, da igreja titular dos Santos André e Gregório no Monte Célio. Renunciou ao governo da Arquidiocese de Detroit em 28 de abril de 1990, pois já exercia, desde 22 de janeiro do mesmo ano o cargo de presidente da Prefeitura dos Assuntos Econômicos da Santa Sé, até 15 de outubro de 1997, sendo transferido para cargo idêntico na Pontifícia Comissão para o Estado da Cidade do Vaticano. Em 22 de fevereiro de 2001, também assumiu a presidência do Governorado da Cidade do Vaticano.
Participou do conclave de 2005 que elegeu o Papa Bento XVI. Sob o novo pontífice, foi reconduzido ao cargo de presidente da Pontifícia Comissão para o Estado da Cidade do Vaticano em 21 de abril. Em 22 de junho de 2006, todavia, o Papa aceitou seu pedido de renúncia por atingir o limite etário legal, mas pediu-lhe que permanecesse até que se encontrasse um substituto, o que ocorreu em 15 de setembro, na pessoa do cardeal Giovanni Lajolo.
Após sua aposentadoria, Szoka foi morar em Northville, Michigan. Em seus últimos anos, sofreu de insuficiência cardíaca congestiva. Szoka faleceu aos 86 anos, no Providence Park Hospital em Novi, Michigan, de causas naturais, tendo recebido os últimos sacramentos de Mons. Allen Henry Vigneron, arcebispo de Detroit, o qual também presidiu ao seu funeral. Seus restos mortais jazem no Cemitério do Santo Sepulcro em Southfield, Michigan.